# محمد إلهامي
محمد إلهامي (1983-) هو باحث وكاتب ومُؤرِّخ إسلامي مصري، متخصص في التاريخ والحضارة الإسلامية، وله باع في السياسة المعاصرة. إلهامي هو عضو رابطة الأكاديميين العرب في تركيا، ومُحَكِّم بعدد من الدوريات العلمية العربية. مُقيم في إسطنبول.

## النشأة والتعليم
ولد محمد إلهامي في سوهاج، ويعود أصله إلى قبائل الهوارة، وهو خرّيج كلية الهندسة الإلكترونية بجامعة المنوفية لعام 2006. ترك مجاله ودرس التاريخ. بعدما غادر مصر، أكمل الماجستير في الإقتصاد الإسلامي داخل تركيا.

## نشاطه
كان إلهامي من بين النشطاء المتظاهرين بميدان الساعة في قنا، في ما أطلق عليها جمعة «الإصرار والقصاص» 8 يوليو/ تمُّوز 2011، للتأكيد على استمرارية الثورة وضرورة تحقيق أهدافها، ومنها سرعة محاكمة قتلة الثوار وعلانية هذه المحاكمات، بالإضافة إلى تطهير جهاز الأمن الوطني، والوقف الفوري للضباط المتورطين في قتل الثوار، كما نادى شباب الإخوان بعلانية محاكمة الرئيس المخلوع حسني مبارك وأفراد أسرته.
كان إلهامي من أتباع المرشح الرئاسي لمصر حازم صلاح أبو إسماعيل، وغادر مصر عقب فض اعتصامي رابعة والنهضة عام 2013.
إلهامي لديه مقالات عدة على مواقع الإلكترونية تناقش القضايا المعاصرة للعالم الإسلامي، كما له محاضرات ولقاءات ومقابلات على القنوات العربية، وشارك في العديد من المؤتمرات الدولية في التاريخ والفكر السياسي. كما له قناة على يوتيوب مهتمة بالسيرة النبوية والتاريخ الإسلامي والقضية الفلسطينية.
أثنى عليه العديد من العلماء والمؤرخين، منهم: الشيخ يوسف القرضاوي، والشيخ حازم صلاح أبو إسماعيل، ووصفي عاشور أبو زيد، وفيصل الحفيان، ومازن مطبقاني، ومحمد موسى الشريف، ومحمد عباس، وراغب السرجاني، وعطية عدلان، وعبد السلام البسيوني، وحاكم المطيري.

### مؤلفات
صدرت له كتب عدة منها:
- رحلة الخلافة العباسية
- نحو تأصيل إسلامي لعلم الاستغراب
- منهج الإسلام في بناء المجتمع
- محيي الدين بيري ريس
- التأمل وغيرها من الكتب

## مناصب وعضويات
هو مدير وحدة الحركات الإسلامية بالمعهد المصري.

## حياته الخاصة
محمد إلهامي متزوج وله ثلاثة ابناء  (سيف الدين ومجد الدين وفخر الدين).